# Караджев, Борис Яковлевич
Бори́с Я́ковлевич Кара́джев (Рабинович) (род. 3 апреля 1948, Молотов) — советский и российский режиссёр и сценарист документального кино, заслуженный деятель искусств Российской Федерации (2009).

## Биография
Родился в Перми в 1948 году. Окончил физический факультет Пермского государственного университета в 1971 году и сценарно-киноведческий факультет Всесоюзного государственного института кинематографии в 1982 году.
Свою профессиональную карьеру начал на Пермской студии телевидения, преподавал в ряде учебных заведений (Пермский государственный педагогический институт, Пермский государственный институт культуры), работал в качестве автора и режиссёра на различных киностудиях страны (Свердловская киностудия, ЦСДФ, Центрнаучфильм и др.). Был одним из создателей творческого объединения «ТВ Известия».
С 1993 по 2001 год являлся художественным руководителем студии «ТВ-Культура», входящей в состав Редакционно-издательского комплекса «Культура» (РИК «Культура») Министерства культуры РФ.
В 2001—2006 — главный редактор Российской центральной студии документальных фильмов (РЦСДФ).
С 2002 года руководитель мастерской режиссуры документального кино во ВГИКе.

## Творчество
Фильм (продолжительность 39 минут) «У стен Москвы» посвящён истории Охотного ряда и строительству гостиницы «Москва» — первой при Советской власти.
Фильм 2005 года «Портреты эпохи. Майя Плисецкая» продолжительностью 51 минута был показан к 80-летнему юбилею балерины. В нём идёт рассказ о детстве балерины, первых годах её работы в Большом театре, её многочисленных ролях.

## Фильмография

### Режиссёр
- 2019 — «По направлению в будущее…»[документальный, совместно с Ольгой Аверкиевой][3]
- 2015 — «Спросите нас…» [документальный, совместно с Ольгой Аверкиевой][4]
- 2015 — Сквозь мглу [документальный]
- 2014 — Превратности перевода
- 2013 — Писатель П. Попытка идентификации [документальный, 78 мин]
- 2011 — Эвакуационный роман [документальный, 45 мин]
- 2010 — Обстоятельства места и времени [документальный, 26 мин]
- 2009 — Губерт в стране чудес [документальный, 52 мин]
- 2008 — Сочинители пространства («Вариант Боровского» 30 мин, «Вариант Шейнциса» 35 мин)
- 2008 — Мы наш, мы новый миф построим…
- 2007 — Неестественный отбор
- 2006 — Скоро Новый год
- 2005 — Берега Рейна
- 2004 — Вся наша жизнь — соц-арт!
- 2003 — Да будет свет!
- 2003 — Последний еврей
- 2002 — Плен генералов
- 2002 — Доставщик слов

### Сценарист
- 2008 — «Добро пожаловать в Энурмино!», реж. Алексей Вахрушев [документальный, 60 мин.]
- 2009 — «Губерт в стране чудес», реж. Борис Караджев [документальный, 52 мин]
- 2009 — «Всё это телевидение», реж. Михаил Дегтярь , Дмитрий Завильгельский [документальный, 74 мин]
- 2010 — «Обстоятельства места и времени» реж. Борис Караджев [документальный, 26 мин]
- 2011 — Пограничный эффект, реж. Георгий Молодцов, Ольга Стефанова, Кирилл Седухин [документальный, 84 мин]

### Другие фильмы
- 2007 — Современники
- 2004 — У стен «Москвы»
- 2001 — Скворец
- 1999 — Случай в зоопарке
- 1997 — По праву победителей
- 1995 — По следам пропавшей коллекции
- 1993 — Файлы Пикассо
- 1993 — Друг, помолись за меня
- 1992 — На службе султана
- 1992 — Русская тайна южно-корейского Боинга-747
- 1991 — В поисках Александры
- 1991 — Никита: составляющие войны
- 1990 — Соломон Михоэлс: сцены из трагедии
- 1989 — Кто скажет: «Не убий»?
- 1988 — Чтобы сделать следующий шаг…
- 1988 — Байкальская боль
- 19 ?? — Метод Славянова
- 1978 — Путешествие сквозь века

## Награды и премии
- 2012 Премия «Лавр» лучшему сценаристу — Борис Караджев, «Эвакуационный роман»[5]

- 2009 Приз имени Анатолия Приставкина жюри общественных организаций международного кинофестиваля фильмов о правах человека «Сталкер» в Москве — фильм «Губерт в стране чудес»[6]

- 2002 Приз имени Павла Когана XII Международного фестиваля документальных, короткометражных игровых и анимационных фильмов «Послание к Человеку» в Санкт-Петербурге — «Скворец»

- 2002 Приз Союза кинематографистов России открытого фестиваля документального кино «Россия» в Екатеринбурге — «Скворец»